# The Rakes
The Rakes è stato un gruppo musicale indie rock britannico, formatosi a Londra e attivo dal 2003 al 2009.

## Formazione
- Alan Donohoe - voce, chitarra
- Jamie Horn-Smith - basso
- Lasse Petersen - batteria
- Matthew Swinnerton - chitarra, voce

## Discografia

### Album studio
- 2005 - Capture/Release
- 2007 - Ten New Messages
- 2009 - Klang

### EP
- 2005 - Retreat

### Singoli
- 2004 - 22 Grand Job
- 2004 - Strasbourg
- 2005 - Retreat
- 2005 - Work, Work, Work (Pub, Club, Sleep)
- 2006 - All Too Human
- 2007 - The World Was a Mess But His Hair Was Perfect
- 2007 - We Danced Together
- 2009 - 1989
- 2009 - That's the Reason